# سفارة جنوب إفريقيا لدى السعودية
سفارة جنوب إفريقيا لدى السعودية هي الممثلية الدبلوماسية العليا لدولة جنوب إفريقيا لدى المملكة العربية السعودية. تقع السفارة في حي المعذر في الرياض.